# Śpiewnik domowy

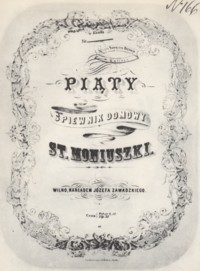
Karta tytułowa V Śpiewnika domowego Moniuszki

Śpiewnik domowy – cykl 12 zeszytów z pieśniami z towarzyszeniem fortepianu autorstwa Stanisława Moniuszki z połowy XIX w.
Pierwsze pieśni do Śpiewnika Moniuszko zaczął gromadzić po 1840 z zamiarem zbiorczego wydania. Mieszkał wtedy z nowo poślubioną żoną w Wilnie i pracował jako organista w kościele św. Jana. W tym okresie pisał pieśni, korzystając między innymi z tekstów poety Władysława Syrokomli. W sierpniu 1842 pojechał do Petersburga w sprawie publikacji pieśni. Powrócił z zezwoleniem cenzury na ich wydanie oraz na publikację zapowiedzi wydania Śpiewnika domowego w "Tygodniku Petersburskim" (nr 72). 
W końcu 1843 ukazał się I Śpiewnik domowy, zrecenzowany przez Józefa Ignacego Kraszewskiego w "Tygodniku Petersburskim" (1844 nr 50) oraz przez Józefa Sikorskiego (anonimowo) w "Bibliotece Warszawskiej" (IV, 1844).
Prawdopodobnie pod koniec 1845 został wydany II Śpiewnik domowy, a na początku 1846 wyszło 9 pieśni Moniuszki jako wkładka nutowa do poematu Witolorauda Kraszewskiego.
W latach 50. wyszły następne dwa śpiewniki: III – 1851, IV – 1855, a także drugie wydanie Śpiewnika I i II. W 1858 ukazał się obszerny artykuł о IV Śpiewniku domowym, którego autorem był Aleksandr Sierow. W 1858 – podczas podróży Moniuszki po Europie – został wydany V Śpiewnik domowy. Następne Śpiewniki z cyklu wyszły już po śmierci Moniuszki w (1872).
Znane pieśni ze zbioru Śpiewników domowych to m.in. "Mogiła", "Serenada", "Swaty", "Urzeczony", "Złote sny", "Znasz-li ten kraj", "Do Niemna", "Rozmowa", "Stary kapral", "Trzech budrysów", "Czaty", "Dziad i baba".
Wybitnym znawcą pieśni Moniuszki był kompozytor Witold Rudziński. Pisał on, że Moniuszce przyświecała wyższa idea w tworzeniu polskich pieśni narodowych, które miały zająć ważne miejsce w życiu codziennym Polaków, "usuwając na bok importowaną tandetę". Miały to być pieśni do powszedniego śpiewania domowego dla każdego i odpowiadać różnym nastrojom i potrzebom serca. 